# 米子警察署
米子警察署（よなごけいさつしょ）は、鳥取県警察が管轄する警察署の一つである。

## 所在地
- 鳥取県米子市上福原1266番地4

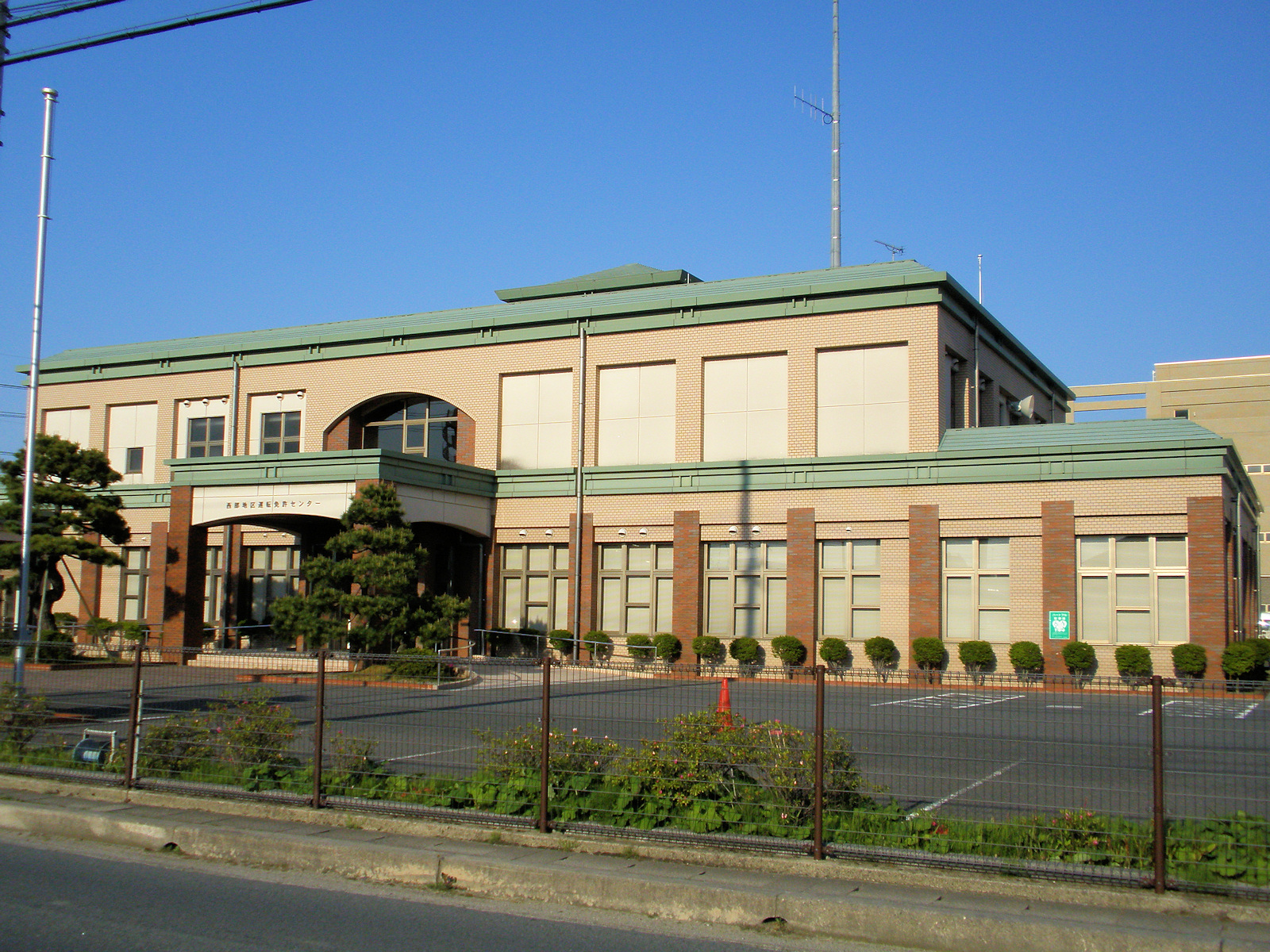
西部地区運転免許センター、
交通機動隊西部分駐隊

※西部地区運転免許センターと交通機動隊西部分駐隊が隣接している。

## 管轄区域
- 米子市(米子空港敷地内を除く)
- 西伯郡
  - 日吉津村
  - 南部町

## 沿革
- 2002年12月 現在地に新築移転。
- 2005年4月1日 大山町（大山・名和地区）を八橋警察署へ移管。

## 組織
- 署長
- 副署長
- 警務課
  - 警務係
  - 相談係
  - 被害者支援係
- 留置管理課
  - 管理係
  - 看守係
- 会計課
  - 会計第一係
  - 会計第二係
- 生活安全課
  - 生活安全係
  - 少年係
  - 人身安全係
  - 捜査係
- 地域課
  - 地域第一係
  - 地域第二係
  - 通信指令係
- 刑事第一課
  - 刑事指導係
  - 捜査第一係
  - 捜査第二係
  - 鑑識係
- 刑事第二課
  - 捜査第一係
  - 捜査第二係
  - 捜査第三係
- 交通第一課
  - 交通第一係
  - 交通第二係
- 交通第二課
  - 指導係
  - 交通第一係
  - 交通第二係
- 警備課
  - 警備第一係
  - 警備第二係
  - 警備第三係
  - 警備第四係

## 交番
（）の中は所在地。

### 米子市
- 皆生交番（米子市皆生温泉2丁目4番10号）
  - 米子市のうち上福原、上福原1 - 7丁目、皆生1 - 6丁目、皆生温泉1 - 4丁目、皆生新田1 - 3丁目、西福原6 - 9丁目、新開1 - 7丁目
- 観音寺新町交番（米子市観音寺新町四丁目1番18号）
  - 米子市のうち東福原2 -8丁目、西福原2 - 5丁目、米原5 - 9丁目、車尾、車尾1 - 7丁目、観音寺、中島1 - 2丁目、観音寺新町1 - 5丁目、車尾南1 - 2丁目
- 角盤交番（米子市冨士見町2丁目21番地）
  - 米子市のうち朝日町、角盤町1 - 4丁目、錦町1 - 3丁目、博労町1 - 4丁目、冨士見町、冨士見町1・2丁目、日ノ出町1・2丁目、米原、米原1 - 4丁目、三本松1 - 4丁目、勝田町、東山町、糀町2丁目、東福原1丁目、西福原、西福原1丁目、立町1 - 4丁目、尾高町、岩倉町、寺町、天神町1・2丁目、内町、灘町1 - 3丁目、花園町、三旗町、義方町、旗ヶ崎1丁目
- 米子駅前交番（米子市弥生町13番地1）
  - 米子市のうち道笑町1 - 4丁目、万能町、法勝寺町、紺屋町、四日市町、糀町1丁目、中町、東倉吉町、昭和町、弥生町、明治町、目久美町、長砂町、陽田町、日野町、東町、茶町、塩町、末広町、大工町、加茂町1・2丁目、西倉吉町、久米町、西町
- 旗ヶ崎交番（米子市旗ヶ崎5丁目3番11号）
  - 米子市のうち旗ヶ崎、旗ヶ崎2 - 9丁目、上後藤1 - 8丁目、安倍
- 両三柳交番（米子市両三柳4571番地17）
  - 米子市のうち河崎、両三柳

## 駐在所
（）の中は所在地。

### 米子市
- 陰田駐在所（米子市陰田町680番地4）
  - 米子市のうち愛宕町、陰田町、大谷町、祇園町1 - 2丁目、錦海町1 - 3丁目
- 成実駐在所（米子市奈喜良262番地21）
  - 米子市のうち石井、奥谷、三吉、宗像、日原、橋本、奈喜良、吉谷、古市、新山
- 福市駐在所（米子市福市1729番地1）
  - 米子市のうち福市、八幡、諏訪、兼久、青木、上安曇、下安曇、別所、榎原、大袋、永江1 - 6区
- 彦名駐在所（米子市彦名町4473番地5）
  - 米子市のうち彦名、彦名新田
- 夜見駐在所（米子市夜見町1679番地15）
  - 米子市のうち夜見町
- 富益駐在所（米子市富益町877番地1）
  - 米子市のうち富益町
- 大崎駐在所（米子市大崎1408番地6）
  - 米子市のうち大崎、葭津
- 和田駐在所（米子市和田町1836番地）
  - 米子市のうち大篠津町、和田町
- 蚊屋駐在所（米子市蚊屋345番地30）
  - 米子市のうち蚊屋、今在家、二本木、熊党、浦津、吉岡、流通町、赤井出
- 上新印駐在所（米子市上新印238番地3）
  - 米子市のうち一部、上新印、下新印、古豊千、高島、東八幡、水浜、河岡
- 尾高駐在所（米子市尾高1514番地）
  - 米子市のうち尾高、岡成、泉、下郷、日下、石州府、福万
- 淀江駐在所（米子市淀江町淀江953番地2）
  - 米子市のうち淀江町全域

### 南部町
- 法勝寺駐在所（西伯郡南部町法勝寺162番地2）
  - 西伯郡南部町のうち法勝寺、落合、鴨部、福瀬、掛相、馬佐良、馬場。徳長、武信、道河内、伐株、中、八金、東上、能竹、下中谷、上中谷、大木屋
- 阿賀駐在所（西伯郡南部町阿賀407番地4）
  - 西伯郡南部町のうち境、福成、清水川、阿賀、東町、西町、原、北方、猪小路、与一谷、鍋倉、西、絹屋、倭
- 天万駐在所（西伯郡南部町天万950番地1）
  - 西伯郡南部町のうち天万、三崎、寺内、宮前、田住、諸木、円山、福里、浅井、高姫、井上、御内谷、金田、市山、朝金、池野、鶴田、荻名

### 日吉津村
- 日吉津駐在所（西伯郡日吉津村日吉津872番地27）
  - 西伯郡日吉津村一円

## 主な出来事
- 1977年4月16日 - 署内で留置中の男が警察官を襲い、首を絞めて殺害。カギと制服を奪って逃走する事件が発生[1]。